# Launceston Tennis International 2014
Il Launceston Tennis International 2014 è stato un torneo di tennis facente parte della categoria ITF Women's Circuit nell'ambito dell'ITF Women's Circuit 2014. Il torneo si è giocato a Launceston in Australia dal 3 al 9 febbraio 2014 su campi in cemento e aveva un montepremi di $50,000.

## Partecipanti

### Teste di serie
| Nazionalità | Giocatrice      | Ranking* | Testa di serie |
| ----------- | --------------- | -------- | -------------- |
| Polonia     | Magda Linette   | 116      | 1              |
| Stati Uniti | Irina Falconi   | 131      | 2              |
| Australia   | Olivia Rogowska | 140      | 3              |
| Giappone    | Erika Sema      | 184      | 4              |
| Giappone    | Eri Hozumi      | 185      | 5              |
| Giappone    | Yurika Sema     | 193      | 6              |
| Stati Uniti | Julia Cohen     | 196      | 7              |
| Francia     | Irena Pavlović  | 221      | 8              |

- Ranking al 27 gennaio 2014.

### Altre partecipanti
Giocatrici che hanno ricevuto una wild card:
- Priscilla Hon
- Jessica Moore
- Jasmine Paolini
- Ellen Perez

Giocatrici che sono passate dalle qualificazioni:
- Naiktha Bains
- Nives Baric
- Kamonwan Buayam
- Ivana Jorović

## Vincitrici

### Singolare
Olivia Rogowska ha battuto in finale  Irena Pavlović con il punteggio di 5–7, 6–4, 6–0

### Doppio
Monique Adamczak /  Olivia Rogowska hanno battuto in finale  Kamonwan Buayam /  Zuzana Zlochová 6–2, 6–4